# Maathorneferure
Maathorneferure (Maat - Hor - Neferu - Re, egip. Ta która ogląda Horusa który jest pięknym Re lub Ta Która Ogląda Króla Sokoła Który Jest Widzialną Wspaniałością Re) – żona Ramzesa II Wielkiego, córka króla Hetytów - Hattusilisa III i jego żony Putuhepy lub też jego następcy Tudhalijasa IV (bądź Suppiluliumasa II albo Hattusilisa II). Jej hetyckie imię nie jest znane. Poślubiła Ramzesa w 34. roku jego panowania (ok. 1257 lub 1246 p.n.e.).  
Była pierwszą z trzech hetyckich żon władcy. Małżeństwo to było związkiem dyplomatycznym, miało ostatecznie przypieczętować przymierze z Hetytami. W chwili ślubu liczyła sobie kilkanaście, najwyżej dwadzieścia lat. Scena w świątyni w Abu Simbel przedstawia wjazd księżniczki do pałacu władcy. Podobne stele zostały ustawione w całym państwie. Jej zaślubiny uświetniły także specjalne uroczystości w Pi-Ramzes. Po pewnym czasie zaczęła tracić znaczenie, które wynikało głównie z dużej wagi politycznej jej związku z monarchą.

Ostatnim śladem Maathorneferure w Egipcie jest fragment spisu szat i innych przedmiotów z jej garderoby, odkryty przez archeologów w miejscu, gdzie niegdyś znajdował się królewski harem, około 200 kilometrów od Pi-Ramzes, na skraju żyznej osady Fajum.

Nosiła tytuł "Wielkiej Małżonki Króla" (według Schlögla była trzecią małżonką Ramzesa noszącą ten tytuł). Niektóre źródła dodają także inny - "Pani Dwóch Krajów". Urodziła władcy córkę imieniem Neferure.

## Tytulatura
| G39 | N5 |

| G39 | N5 |

| ra | D4 | U2 | t | G5 | nfr | nfr | nfr |

| ra | D4 | U2 | t | G5 | nfr | nfr | nfr |

| ra | D4 | U2 | t | G5 | nfr | nfr | nfr |

| ra | D4 | U2 | t | G5 | nfr | nfr | nfr |

| G39 | N5 |

| G39 | N5 |

| ra | D4 | U2 | t | G5 | nfr | nfr | nfr |

| ra | D4 | U2 | t | G5 | nfr | nfr | nfr |

| ra | D4 | U2 | t | G5 | nfr | nfr | nfr |

| ra | D4 | U2 | t | G5 | nfr | nfr | nfr |